# Ampulex atrohirta
Ampulex atrohirta är en  stekelart som beskrevs av Rowland Edwards Turner 1915.
Ampulex atrohirta ingår i släktet Ampulex och familjen Ampulicidae. Inga underarter finns listade i Catalogue of Life.